# Bruce Hopkins
Raymond Bruce Hopkins (n. Invercargill, Southland; 25 de noviembre de 1955) es un actor neozelandés, conocido para el gran público por haber interpretado a Gamling en la trilogía cinematográfica de El Señor de los Anillos (2001-2003) de Peter Jackson y por dar voz al malvado alien Choobo en la serie de televisión Power Rangers Ninja Storm (2003).

## Biografía
Hopkins nació en Invercargill, hijo de Colleen Marguerite y Bill Hopkins, un pescador de cangrejos de río. Él también se dedicó a la pesca del cangrejo de río y fue profesor de educación física antes de empezar en las artes escénicas. Ha trabajado como bailarín profesional, actor de compañía de teatro, actor de cine y televisión, actor de voz y locutor de radio.

## Filmografía
- Linda's Body (1990) como Colin
- Shortland Street (1992) como Marcus Bowman
- Desperate Remedies (1993)
- High Tide (1994-1997) como Barney Crenshaw
- Xena: Warrior Princess (1995-2001) como Termin
- Hercules: The Legendary Journeys (1995-1999) como Pylon/Jordis
- The Beach (1995)
- Warm Gun (1996) como Bruce
- Lawless (1999) como Andy Deakin
- Greenstone (1999) como Oficer
- I'll Make You Happy (1999) como Jock
- Savage Honeymoon (2000)
- Lawless: Dead Evidence (2000) como Andy Deakin
- Jubilee (2000) como Larry
- Dark Stories: Tales from Beyond the Grave (2001) como Bruce
- Lawless: Beyond Justice (2001) como Andy Deakin
- This Is Not a Love Story (2002)
- Murder in Greenwich (2002) como Lancaster
- Blood Crime (2002)
- El Señor de los Anillos: las dos torres (2002) como Gamelin
- The Vector File (2002) como Doug
- Power Rangers Ninja Storm (2003) como Choobo (voz)
- El Señor de los Anillos: el retorno del Rey (2003) como Gamelin
- Ike: Countdown to D-Day (2004) como Savoy
- Power Rangers Mystic Force (2006) como Clawbster (voz)
- Dean Spanley (2009) como Pastor